# Tea Rooms (Callanish)

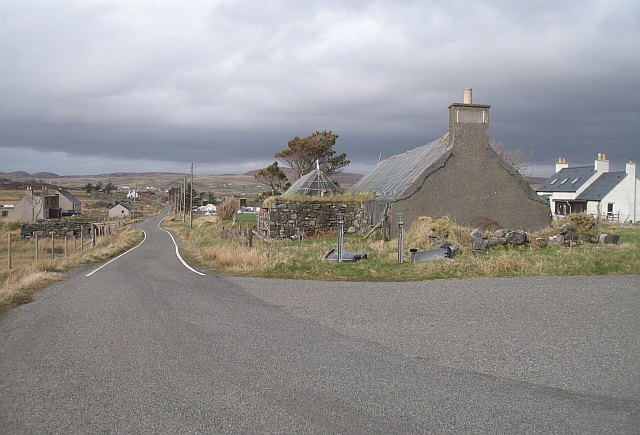
Die Tea Rooms von Süden

Die Tea Rooms sind ein ehemaliges Wohngebäude und heutige Gaststätte in der schottischen Ortschaft Callanish auf der Hebrideninsel Lewis and Harris. 1971 wurde das Bauwerk in die schottischen Denkmallisten in der Denkmalkategorie B aufgenommen.

## Beschreibung
Die Tea Rooms befinden sich am Südrand der Ortschaft direkt nördlich der steinzeitlichen Megalithanlage von Callanish. Es handelt sich um ein längliches Cottage im typischen Stil der Hebriden. Entlang der Nordseite der westexponierten Hauptfassade ist als Außengebäude eine Scheune oder Stallung versetzt vorgelagert. Es verfügt über einen Eingang an der Westseite und teilt sich eine Außenmauer mit dem Cottage. Das Mauerwerk der Tea Rooms ist aus Feldstein aufgemauert. In die Ostfassade des verputzten Gebäudes sind zwei Fenster sowie eine zweite Tür eingesetzt, die zu einem abgetrennten Innenbereich führt. An der Südseite ist ein Giebel aufgemauert. Einst verfügte das Gebäude über ein Stroh- oder Reetdach.